# 리모넨
리모넨(Limonene)은 순환 모노터펜으로 분류되는 무색 액체의 지방족 탄화수소이며 귤속 껍질 방향유의 주성분이다. 오렌지향으로 보통 자연스럽게 발생하는 이성질체이며 음식 조리 시 감미료로 사용된다. 카르본의 전구체로서 화학 합성에 사용되며 세정제의 용매로도 쓰인다.
'리모넨'이라는 단어는 이탈리아어 limone(레몬)에서 기원한다. 리모넨은 카이랄성 분자이며 생물학적 원천은 광학 이성질체를 하나 만든다.

### 생합성

## 같이 보기
- 모노터펜
- 나뭇진
- 방향유